# Provincia di Verona
La provincia di Verona è una provincia italiana del Veneto di 929 731 abitanti.
È la seconda provincia del Veneto e del Triveneto per numero di abitanti (dopo quella di Padova), la quattordicesima in Italia.
Confina a nord con il Trentino-Alto Adige (provincia autonoma di Trento), a est con la provincia di Vicenza e con la provincia di Padova, a sud con la provincia di Rovigo, a sud e a ovest con la Lombardia (provincia di Mantova e provincia di Brescia).

## Geografia fisica

### Territorio
La provincia di Verona è la seconda provincia del Veneto per estensione, dopo la provincia di Belluno. Il territorio veronese è composto per il 51% dalla pianura, per il 28% da colline e per il 18% da montagne mentre la superficie lacustre del lago di Garda rappresenta il 5% della superficie della provincia.
La provincia è formata da macro aree:
- l'area metropolitana, ovvero la fascia dei comuni che gravitano attorno al comune capoluogo di provincia;
- il Garda-Baldo;
- la Lessinia;
- la Valpolicella;
- l'Est Veronese;
- la Pianura Veronese, che comprende il Villafranchese, la Media Pianura veronese, la bassa Veronese, il Colognese e gran parte delle Valli Grandi Veronesi e l'alta pianura veronese che comprende soprattutto i paesi di Soave e San Bonifacio.

### Clima
| VERONA VILLAFRANCA (1991-2020) | Mesi | Mesi | Mesi | Mesi | Mesi | Mesi | Mesi | Mesi | Mesi | Mesi | Mesi | Mesi | Stagioni | Stagioni | Stagioni | Stagioni | Anno  |
| VERONA VILLAFRANCA (1991-2020) | Gen  | Feb  | Mar  | Apr  | Mag  | Giu  | Lug  | Ago  | Set  | Ott  | Nov  | Dic  | Inv      | Pri      | Est      | Aut      | Anno  |
| ------------------------------ | ---- | ---- | ---- | ---- | ---- | ---- | ---- | ---- | ---- | ---- | ---- | ---- | -------- | -------- | -------- | -------- | ----- |
| T. max. media (°C)             | 7,1  | 9,7  | 14,5 | 18,8 | 23,9 | 28,1 | 30,4 | 30,3 | 25,1 | 18,8 | 12,4 | 7,6  | 8,1      | 19,1     | 29,6     | 18,8     | 18,9  |
| T. media (°C)                  | 3,3  | 5,0  | 9,3  | 13,3 | 18,4 | 22,6 | 24,7 | 24,6 | 19,7 | 14,2 | 8,7  | 3,9  | 4,1      | 13,7     | 24,0     | 14,2     | 14,0  |
| T. min. media (°C)             | −0,5 | 0,3  | 4,0  | 7,8  | 12,7 | 17,0 | 18,9 | 18,9 | 14,3 | 9,7  | 4,9  | 0,2  | 0,0      | 8,2      | 18,3     | 9,6      | 9,0   |
| Precipitazioni (mm)            | 35,8 | 33,9 | 41,4 | 63,5 | 66,1 | 64,8 | 60,2 | 64,5 | 79,2 | 73,4 | 83,0 | 59,1 | 128,8    | 171,0    | 189,5    | 235,6    | 724,9 |
| Giorni di pioggia              | 5    | 4    | 5    | 8    | 7    | 7    | 5    | 5    | 6    | 7    | 8    | 7    | 16       | 20       | 17       | 21       | 74    |

La provincia di Verona fa parte di una zona climatica che rientra per la maggior parte nella tipologia temperata umida, con inverni rigidi ed estati calde e afose, ma che subisce l'effetto orografico della catena alpina. Si differenzia rispetto al resto del territorio una regione a clima più mite, quella lacustre nei pressi del lago di Garda, che presenta un clima che può definirsi sub-mediterraneo. La temperatura media annua varia dai 9 °C registrati dalla stazione meteorologica di San Bortolo (una piccola frazione di Selva di Progno) ai 14 °C misurati a Salizzole. La fascia con temperature maggiori si estende lungo una direttrice che va da NO a SE: partendo dal lago di Garda (dove la massa d'acqua mitiga notevolmente le condizioni locali) giunge ad un nucleo caldo collocato nella Bassa Veronese.
Caratteristiche tipiche del clima padano sono la scarsa circolazione delle masse d'aria, in particolare nel periodo invernale, le forti escursioni termiche giornaliere estive (fino a venti gradi di differenza tra il giorno e la notte), e, per contro, le minime escursioni invernali, che possono essere anche di un solo grado a causa del fenomeno delle inversioni termiche o per la presenza di nebbia.
Mediamente si hanno circa 700–800 mm di precipitazioni annue distribuite abbastanza uniformemente durante l'arco dell'anno, ad eccezione dell'inverno che risulta essere una stagione piuttosto secca. Le precipitazioni medie annue subiscono variazioni che vanno dai poco meno di 600 mm registrati a Sorgà e Roverchiara fino ai 1200–1500 mm osservati nelle zone settentrionali della provincia: l'andamento delle precipitazioni risulta quindi crescente procedendo dalla pianura verso i monti Lessini.
L'umidità relativa molto elevata che si registra tra la fine dell'autunno e l'inizio della primavera causa un processo di saturazione e condensazione del vapore acqueo che a sua volta determina la formazione delle nebbie abbondanti in pianura

## Storia

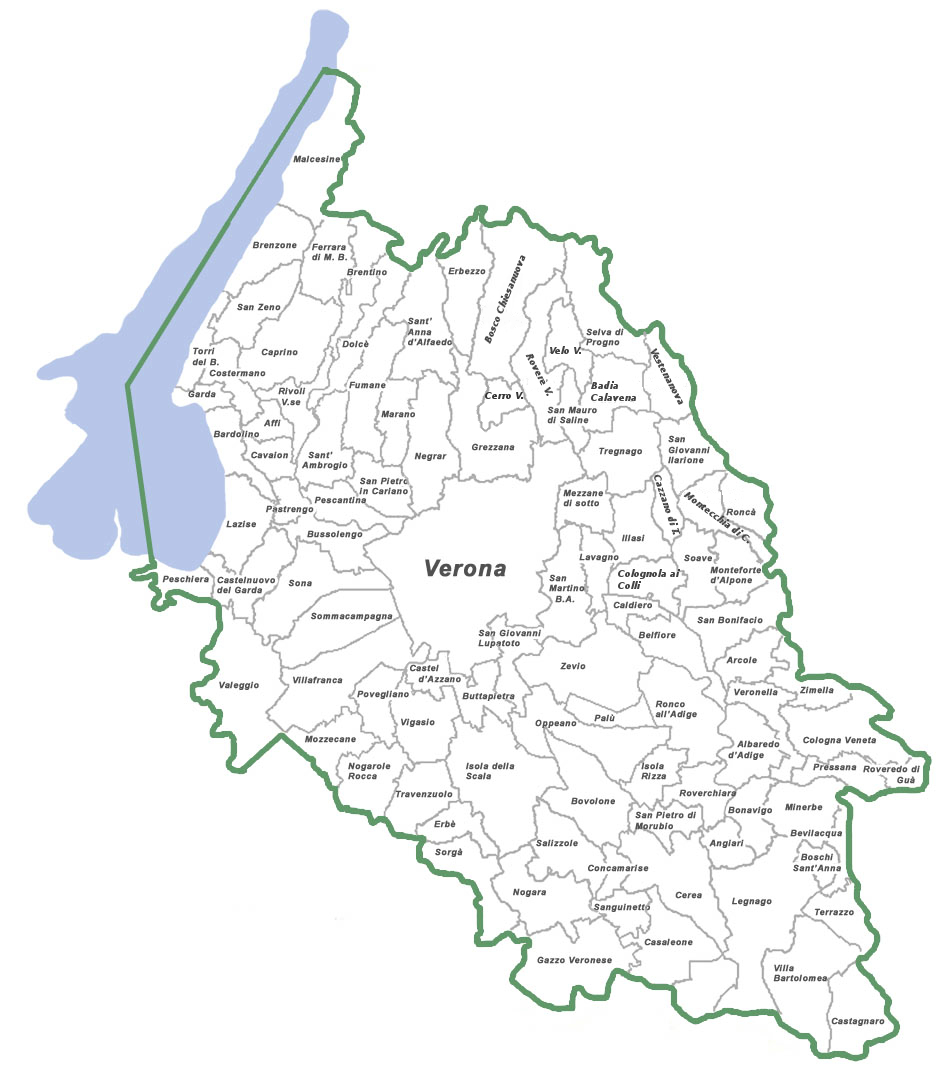
Mappa della provincia di Verona

L'attuale provincia di Verona fu un territorio con diverse località interessate dalle vicende umane e storiche che si svolsero tra il XI secolo e il XIII secolo e dalle numerose proprietà che videro protagonisti i vari componenti della famiglia degli Ezzelini. Proprietà che furono certosinamente accertate, censite e documentate dopo la loro definitiva sconfitta avvenuta nel 1260.
La creazione dell'ente provinciale risale al 1805 ad opera di Napoleone Bonaparte. In quell'occasione venne confermato il passaggio di Sirmione, stabilito dalla Repubblica Cisalpina nel 1798, dal distretto di Villafranca al dipartimento del Mella, spostando quindi il paese di Catullo nella provincia di Brescia, mentre i comuni di Peschiera e di Ponti furono inseriti nella provincia di Mantova. Questi due comuni furono poi spostati nella provincia di Verona nel 1859, dopo la Seconda guerra d'indipendenza, ma in seguito all'annessione all'Italia il comune di Ponti tornò a far parte della provincia di Mantova.
Nel 1923 il comune di San Giovanni Ilarione, già appartenente alla provincia di Vicenza, passò a quella di Verona.

### Simboli
(Regio decreto del 26 marzo 1871)

Gonfalone della provincia

È il secondo stemma provinciale più antico tra quelli ufficialmente riconosciuti dopo quello di Ancona e riprende il simbolo della famiglia Della Scala. La corona e gli altri ornamenti sono di foggia antica.

## Società

### Evoluzione demografica
Abitanti censiti

### Etnie e minoranze straniere

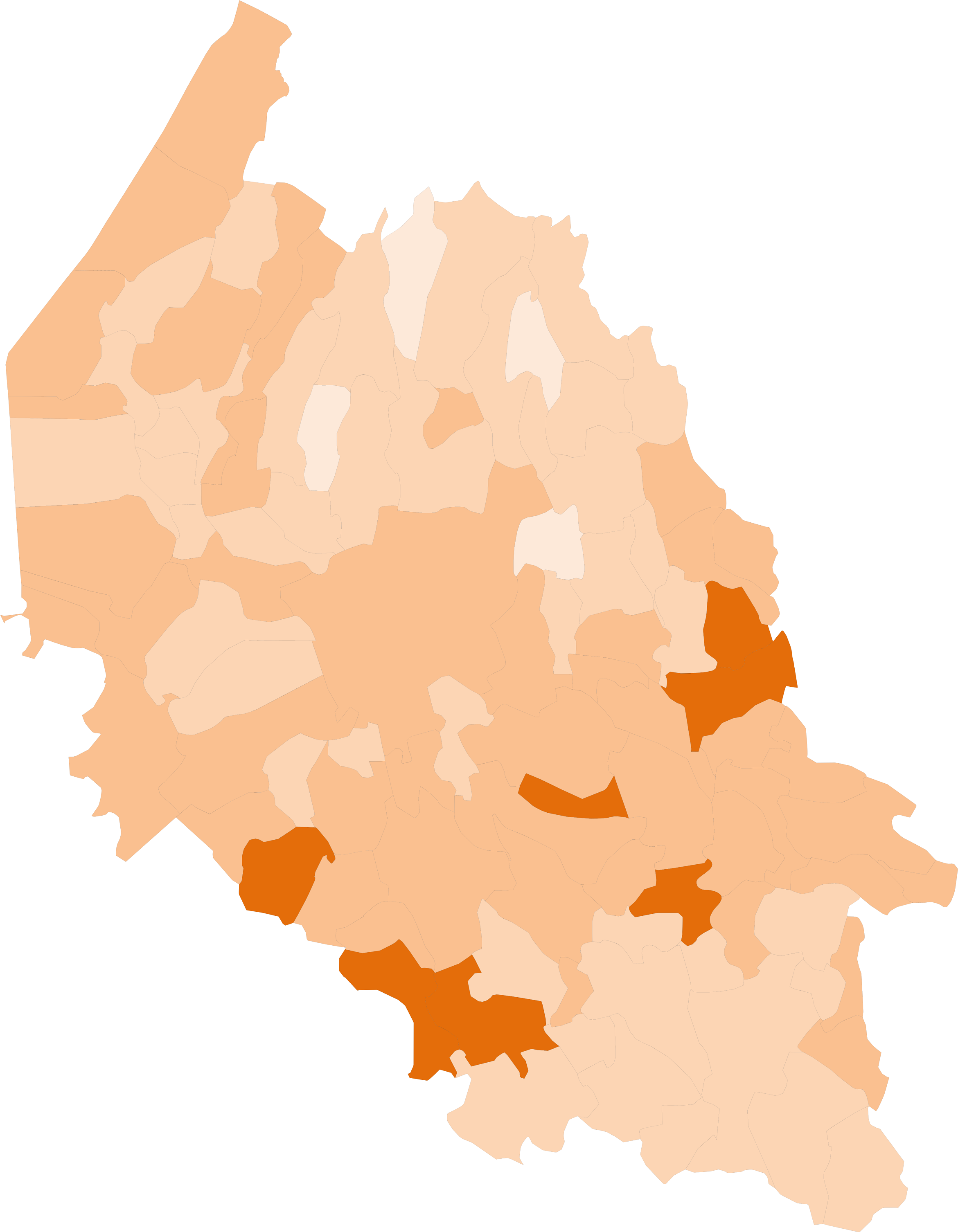
Densità della popolazione straniera nei comuni della provincia.

Al 1º gennaio 2022 nella provincia di Verona risiedevano, su un totale di 1 000 383 residenti, 120 049 stranieri che rappresentavano quindi l'14% della popolazione. Il comune con il maggior numero di residenti stranieri è il capoluogo, con 40 205 abitanti d'origine non italiana.
Al 1 Gennaio 2022 le dieci comunità straniere più numerose erano:
| Pos. | Cittadinanza    | Popolazione |
| ---- | --------------- | ----------- |
| 1    | Romania         | 33 170      |
| 2    | Marocco         | 10 050      |
| 3    | Sri Lanka       | 8 038       |
| 4    | Moldavia        | 7 171       |
| 6    | Albania         | 6 363       |
| 5    | India           | 4 863       |
| 7    | Cina            | 4 244       |
| 8    | Nigeria         | 4 065       |
| 9    | Ghana           | 2 886       |
| 10   | Serbia          | 2 102       |
|      | Resto del Mondo | 24 647      |

## Comuni
Appartengono alla provincia di Verona i seguenti 98 comuni:
- Affi
- Albaredo d'Adige
- Angiari
- Arcole
- Badia Calavena
- Bardolino
- Belfiore
- Bevilacqua
- Bonavigo
- Boschi Sant'Anna
- Bosco Chiesanuova
- Bovolone
- Brentino Belluno
- Brenzone sul Garda
- Bussolengo
- Buttapietra
- Caldiero
- Caprino Veronese
- Casaleone
- Castagnaro
- Castel d'Azzano
- Castelnuovo del Garda
- Cavaion Veronese
- Cazzano di Tramigna
- Cerea
- Cerro Veronese
- Cologna Veneta
- Colognola ai Colli
- Concamarise
- Costermano
- Dolcè
- Erbezzo
- Erbé
- Ferrara di Monte Baldo
- Fumane
- Garda
- Gazzo Veronese
- Grezzana
- Illasi
- Isola Rizza
- Isola della Scala
- Lavagno
- Lazise
- Legnago
- Malcesine
- Marano di Valpolicella
- Mezzane di Sotto
- Minerbe
- Montecchia di Crosara
- Monteforte d'Alpone
- Mozzecane
- Negrar di Valpolicella
- Nogara
- Nogarole Rocca
- Oppeano
- Palù
- Pastrengo
- Pescantina
- Peschiera del Garda
- Povegliano Veronese
- Pressana
- Rivoli Veronese
- Ronco all'Adige
- Roncà
- Roverchiara
- Roveredo di Guà
- Roveré Veronese
- Salizzole
- San Bonifacio
- San Giovanni Ilarione
- San Giovanni Lupatoto
- San Martino Buon Albergo
- San Mauro di Saline
- San Pietro di Morubio
- San Pietro in Cariano
- San Zeno di Montagna
- Sanguinetto
- Sant'Ambrogio di Valpolicella
- Sant'Anna d'Alfaedo
- Selva di Progno
- Soave
- Sommacampagna
- Sona
- Sorgà
- Terrazzo
- Torri del Benaco
- Tregnago
- Trevenzuolo
- Valeggio sul Mincio
- Velo Veronese
- Verona
- Veronella
- Vestenanova
- Vigasio
- Villa Bartolomea
- Villafranca di Verona
- Zevio
- Zimella

### Comuni più popolosi
Di seguito è riportata la lista dei 10 comuni più popolosi della provincia di Verona (aggiornata al 31 maggio 2023).
| Pos. | Stemma | Comune                 | Popolazione | Superficie (km²) | Densità (ab/km²) | Altitudine (m s.l.m.) |
| ---- | ------ | ---------------------- | ----------- | ---------------- | ---------------- | --------------------- |
| 1º   |        | Verona                 | 255 379     | 198,92           | 1 296,19         | 59                    |
| 2º   |        | Villafranca di Verona  | 32 889      | 57,34            | 582,33           | 54                    |
| 3º   |        | Legnago                | 25 380      | 79,27            | 317,98           | 16                    |
| 4º   |        | San Giovanni Lupatoto  | 25 247      | 19,01            | 1 317,41         | 42                    |
| 5º   |        | San Bonifacio          | 21 409      | 33,79            | 612,02           | 31                    |
| 6º   |        | Bussolengo             | 20 701      | 24,23            | 850,10           | 127                   |
| 7º   |        | Sona                   | 17 529      | 41,15            | 427,65           | 169                   |
| 8º   |        | Pescantina             | 17 453      | 19,73            | 874,86           | 80                    |
| 9º   |        | Cerea                  | 16 822      | 70,30            | 236,70           | 18                    |
| 10º  |        | Negrar di Valpolicella | 16 478      | 40,42            | 412,39           | 190                   |

## Cultura

### Cucina
Nel Veronese si può gustare un'abbondante varietà di piatti. Tra i primi a base di riso, vi sono il risotto al tastasal o il risotto all'Isolana. Secondi sia di carne (tipica la pastissada de caval, una sorta di brasato stracotto di cavallo) che di pesce; senza contare la famosa Pearà, salsa a base di brodo e pane grattugiato con il pepe.

#### Dolci
Il pandoro e Nadalin sono dolci tipici delle feste. Tra i dolci tipici del veronese ricordiamo il Risino, fatto con bignè, crema pasticciera e riso lessato. Prodotto di pasticceria, lo si trova assieme alle brioches. Una particolare variante del Nadalin è l'"Offella d'Oro", dolce rinomato e tipico di Bovolone.
I Rofioi di Sanguinetto sono simili a dei ravioli, ripieni di marmellata di susine, fritti nell'olio.
Un altro dolce tipico del periodo natalizio è il Mandorlato di Cologna Veneta.

## Economia
Nel veronese trovano luogo numerosi distretti produttivi, a evidenziare la poli-settorialità che contraddistingue l'economia provinciale e cittadina, la quale si divide equamente tra industria, commercio, artigianato, servizi, agricoltura (in particolar modo nella provincia) e turismo.
Secondo alcuni quotidiani di carattere nazionale, la provincia di Verona risulta spesso tra le prime provincie italiane per qualità della vita. Nella classifica annuale di "Italia Oggi", la provincia scaligera si è piazzata al 7º posto nel 2024, al 16º posto nel 2023, al 17° posto nel 2022, all'8° posto nel 2021, al 6° posto nel 2020, al 14° posto nel 2018 e al 12° posto nel 2017. Nella classifica annuale de "Il Sole 24 Ore", la provincia veneta si è aggiudicata invece al 6º posto nel 2024, al 10º posto nel 2023, al 16° posto nel 2022, all'8° posto nel 2021, al 4° posto nel 2020 e al 7° posto nel 2019.

### Agricoltura

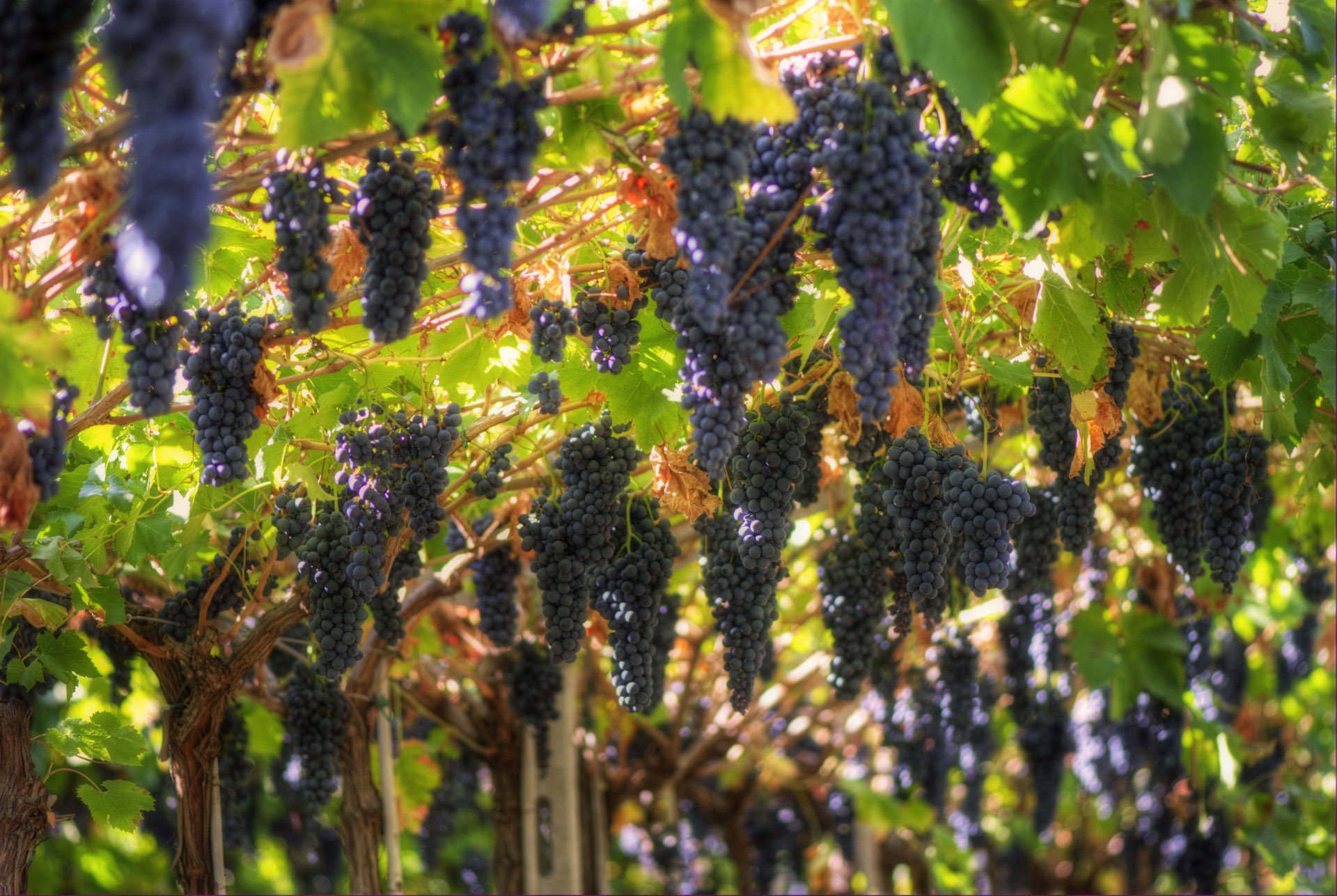
Un vigneto della Valpolicella, dove si producono i vini DOCG Amarone e Recioto della Valpolicella

Il settore vitivinicolo è considerato il più importante del comparto agroalimentare veronese, basti considerare che, a livello provinciale, ben il 40,5% delle aziende agricole si dedica alla coltivazione dell'uva da vino. I vigneti veronesi sono altamente specializzati verso la produzione di qualità, tanto che Verona dispone di dieci vini DOC e tre DOCG, tra l'altro ben differenziati tra di loro grazie all'utilizzo di vitigni autoctoni. Il valore della produzione della città di Verona rispetto a quella provinciale nel suo insieme è circa del 15%.
Pure il settore ortofrutticolo rappresenta una realtà importante, coinvolgendo un gran numero di imprese del settore primario (in particolar modo nella provincia) e numerose imprese che si dedicano alla lavorazione, alla conservazione e alla commercializzazione dei prodotti (soprattutto in città). La forza di questo comparto si deve in particolar modo alla sua organizzazione (di produttori, di trasformatori, del commercio e dei mercati) e alle infrastrutture.
La zona a ridosso del lago di Garda è caratterizzata dalla presenza di olivi e di vigneti, in questa zona si producono i vini: Bardolino DOC e Bardolino Chiaretto DOC, prodotti da uve Corvina, Rondinella e Molinara, le stesse varietà alla base del celebre Amarone della Valpolicella. Nella zona delle colline moreniche si produce il Custoza Doc, derivato da un uvaggio cui concorrono ben 8 varietà.
La zona nord-occidentale, la Valpolicella, è una zona specializzata nella produzione di vini rossi a denominazione di origine controllata, quali il Valpolicella DOC, il Recioto della Valpolicella DOCG e l'Amarone della Valpolicella DOCG. Nella zona prealpina della Lessinia, nella parte settentrionale della provincia, ci sono pascoli e terreno per l'allevamento del bestiame. In questo contesto viene prodotto il formaggio Monte Veronese che ha ottenuto il riconoscimento di prodotto a denominazione di origine protetta (DOP). La bassa Veronese è nota per il suo riso IGP la cui industria organizza annualmente Isola della Scala, mentre Valeggio sul Mincio è nota per la produzione artigianale del tortellino. Il territorio di San Mauro di Saline è conosciuto per la produzione del marrone. Il comprensorio dell'est veronese produce olio extra vergine di oliva di Mezzane, ciliegie di Cazzano di Tramigna e della Val d'Alpone, vini Soave DOC, Recioto di Soave DOCG e Arcole DOC, piselli di Colognola ai Colli e asparagi di Arcole. La zona della bassa Veronese è nota per le fragole di San Giovanni Lupatoto, le mele di Zevio, di Ronco all'Adige e di Belfiore, il melone di Trevenzuolo ed Erbè, il riso di Vialone Nano IGP di Isola della Scala, il radicchio rosso di Casaleone e Cologna Veneta (conosciuta anche per il gelato Zorzi e per il mandorlato), il cavolo di Castagnaro e gli asparagi di Sanguinetto. Nell'area di Vigasio vi è una cospicua coltivazione di mais. La parte sud-occidentale della provincia scaligera produce pesche di Pescantina e Bussolengo e il vino bianco Custoza DOC.

### Artigianato
Notevole fama ha il mobile classico della pianura veronese, la cui attività produttiva è concentrata nel distretto Bovolone - Cerea ed è caratterizzata dalla presenza di piccole e piccolissime imprese di tipo artigianale, molto differenziate tra di loro e che ricorrono a subfornitori specializzati per le varie fasi produttive. Questa tecnica artigianale e capacità artistica forniscono un forte vantaggio sulla concorrenza veneta e italiana. Verona è rinomata soprattutto per i laboratori di oreficeria, per la lavorazione dei metalli e la produzione di argenteria.

### Industria

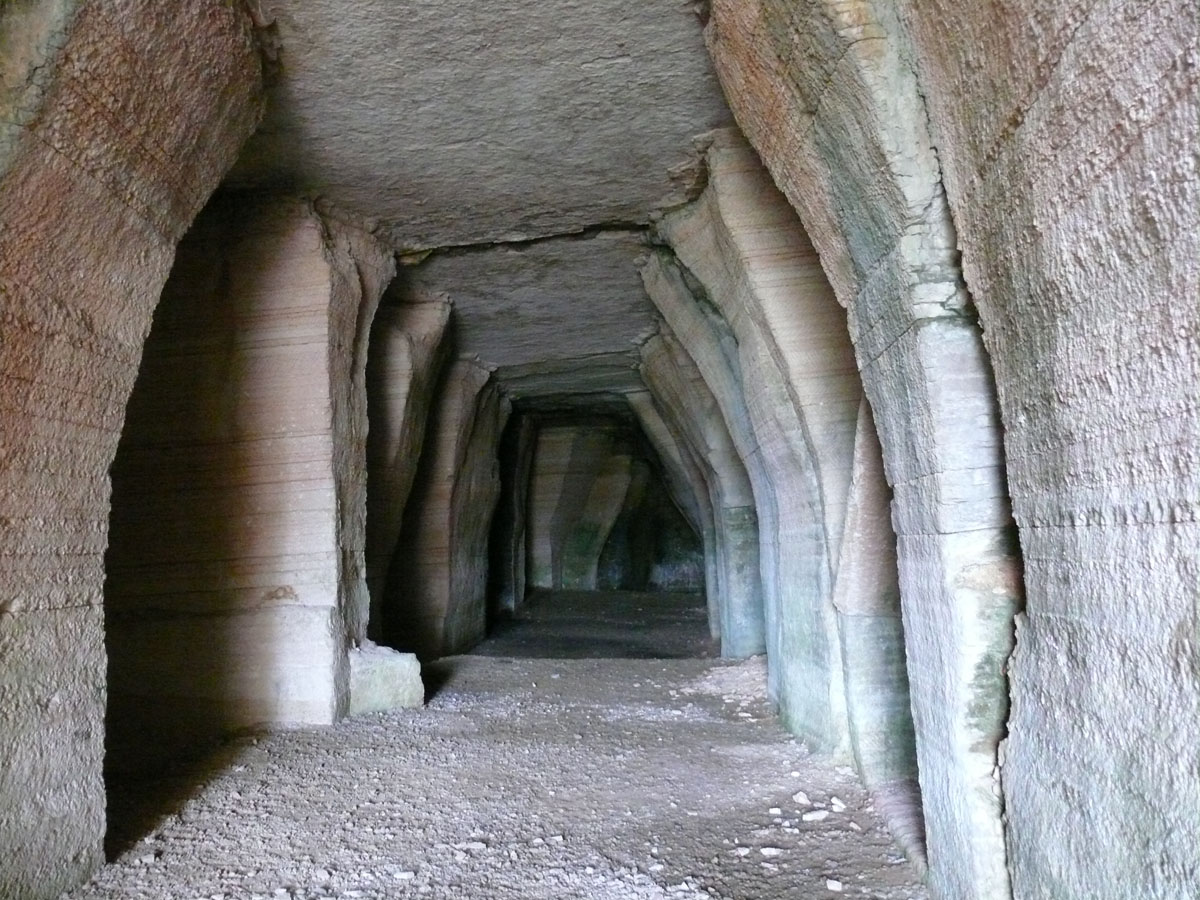
Antiche cave di pietra di Prun

L'escavazione del marmo nel veronese ha origini molto antiche, come dimostrano i monumenti marmorei romani della città, realizzati in marmo Rosso di Verona e in marmo Rosa del Garda. Questo distretto produttivo si distribuisce tra Valpolicella, Lessinia e Valpantena, e in minor parte nel capoluogo (10% circa del valore della produzione). Il distretto industriale di Verona rappresenta il principale polo italiano per la lavorazione del marmo e del granito, ed è addirittura il più importante a livello mondiale per quel che concerne la produzione di agglomerati, ricoprendo l'80% della produzione mondiale. La lavorazione del marmo possiede qui una lunga tradizione e diffusione, e ha generato importanti competenze e conoscenze, e quindi un'elevata qualità dei prodotti, anche se all'inizio del XXI secolo si è fatta sentire la competizione con nuove realtà, in particolare Cina, India, Brasile e Turchia.
Il settore agroalimentare a Verona rappresenta un ramo economico molto importante, e coinvolge numerose aziende agricole, artigianali e (soprattutto nel capoluogo) industrie alimentari, le quali si occupano della produzione, lavorazione, trasformazione, commercializzazione e distribuzione del prodotto alimentare, oltre alla formazione degli addetti al settore e alla ricerca. Particolarmente forte è l'export di carni e prodotti a base di carne, preparati e conserve di frutta e di ortaggi, prodotti lattiero-caseari e gelati. Tra le maggiori industrie alimentari e dolciarie ci sono quella capeggiata da Giovanni Rana e tre aziende che devono la loro fortuna soprattutto a un dolce tipico veronese, il pandoro, cioè Bauli, Paluani e Melegatti. In ambito conserviero, per la produzione di succhi di frutta, marmellate e semilavorati a base di frutta e verdura per l'industria è di grande importanza la Zuegg, che proprio a Verona ha uno stabilimento produttivo e la sede del gruppo.
Importanti pure i distretti calzaturiero e della moda. Quello del calzaturiero, una scoperta degli anni novanta, si concentra soprattutto a Verona, Bussolengo e San Giovanni Ilarione, anche se la maggior parte delle aziende maggiori hanno ormai delocalizzato la produzione, passando da aziende produttrici a imprese terziarie. Il tessile-abbigliamento nel veronese manifesta alcune peculiarità: la forte specializzazione, che comporta la produzione di capi in corso di stagione, basati su prodotti che già hanno riscosso un certo successo sul mercato nazionale (questa scelta porta a minori investimenti nel campo della progettazione e a maggiori investimenti nell'organizzazione del lavoro). Altra peculiarità è la dimensione a carattere familiare delle aziende, che hanno quindi un'organizzazione snella che velocizza i tempi di adattamento in corso d'opera. Un'ultima peculiarità è il passaggio intermedio, nella distribuzione, attraverso il grossista.
A Verona e nel veronese numerose sono le aziende produttrici di macchine e apparecchi meccanici, in particolare specializzate nella produzione di bilance, macchine automatiche per la vendita e la distribuzione, macchine per le industrie chimiche, macchine per usi specifici, macchine per l'industria alimentare, macchine per la movimentazione e il sollevamento, macchine utensili e le attrezzature per la refrigerazione e ventilazione, macchine per l'industria della plastica e della gomma, per la stampa e la legatoria, fabbricazione di stampi, macchine per i settori agricolo ed estrattivo.
Le attività legate alla stampa hanno a Verona origine nel 1472, quando venne stampato il primo libro. L'avviamento dell'industria della stampa e della carta avvenne invece tra la fine dell'Ottocento e gli inizi del Novecento, in particolare tappe fondamentali furono la fondazione delle Cartiere Fedrigoni nel 1888 e l'avvio dell'attività di Arnoldo Mondadori nel 1917, che già nel 1921 inaugura un grande stabilimento, che si sviluppa ulteriormente negli anni settanta e ottanta. Il distretto, fortemente concentrato in città e nei suoi dintorni, si configura oggi come un sistema complesso d'imprese grandi, medie e piccole, queste ultime eccellenti in segmenti specifici. Oltre a questo tipo di aziende sono presenti oggi anche operatori della comunicazione visiva.
La provincia di Verona vede in Bauli (insediata a Castel d'Azzano), Paluani (insediata a Villafranca di Verona) e Melegatti (insediata a San Giovanni Lupatoto) le tre aziende dolciarie di maggior spessore. Un'altra azienda presente nella zona è la Sanson Gelati, ora controllata da Sammontana. Verona e provincia sono conosciute soprattutto per il settore agro-alimentare. In questo campo la maggior realtà veronese è rappresentata dal Gruppo Veronesi, società con sede a Quinto di Valpantena. Del Gruppo Veronesi fanno parte AIA (prodotti freschi), Negroni (salumi), Mangimi Veronesi (agrozootecnica) e Sogema (servizi). Non meno importante è anche il Pastificio Rana, fondato da Giovanni Rana. Insediata tra Villafranca di Verona e Oppeano è la ditta Calzedonia, produttrice di intimo, di cui fanno parte i marchi Calzedonia, Tezenis, Intimissimi, Falconeri, e non da ultimi SignorVino, Atelier Eme.
A livello industriale puro, hanno rilevanza le aziende Riello (caldaie e impianti tecnologici), Aermec, Ferroli, Franke (cappe cucina e componentistica), Index (tecnologie per isolamenti). Nel settore del marmo (altro vanto di Verona) da citare sono la Marmi Lanza e Quarella. I supermercati sono: Brendolan (Famila), Rossetto, Tosano, Martinelli i maggiori, con il Gruppo Derta (Euronics) come maggior fatturato nel settore elettrodomestici. A Verona hanno sede anche alcune aziende straniere. Tra queste vanno citate il Volkswagen Group Italia (automobili), la GSK (farmaceutica), la Berner (utensileria), Müller (alimentare), Isuzu (veicoli industriali).

### Servizi

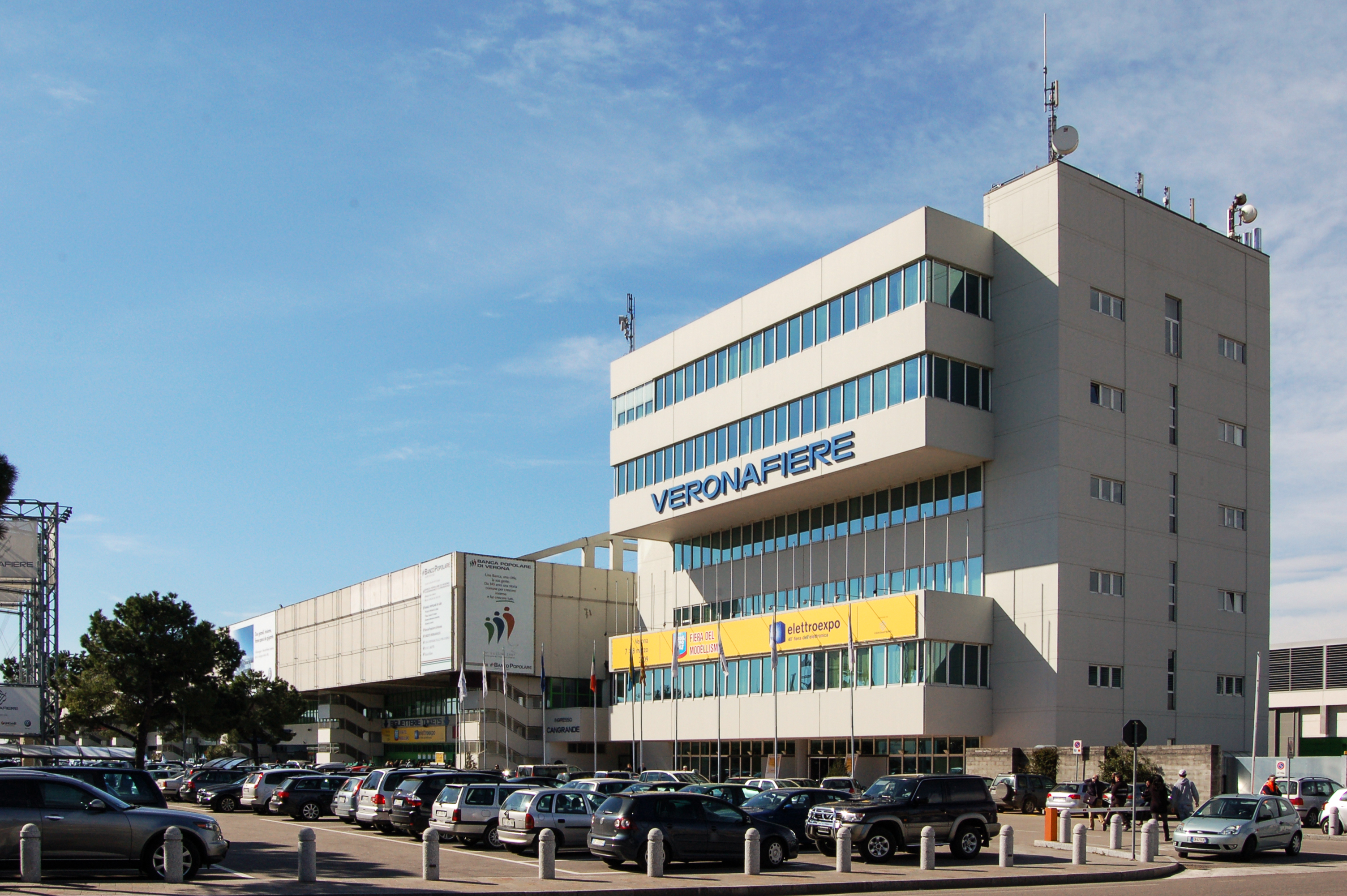
L'entrata principale della Fiera di Verona

Molto importante il settore bancario-assicurativo, con aziende di primo piano a livello nazionale, come la Cattolica Assicurazioni e il Banco Popolare, diventata la più grande banca popolare d'Italia grazie alla fusione tra il gruppo Banco Popolare di Verona e Novara con la Banca Popolare Italiana. Si è poi fusa con la Banca popolare di Milano dando vita a Banco Bpm, uno dei più grandi gruppi bancari italiani.
Le aziende veronesi del settore ICT, ovvero addette all'informatica, alla comunicazione e alla tecnologia, sono concentrate quasi totalmente in città, e sono costituite da numerose piccole e piccolissime aziende e da poche grandi aziende. Si tratta per la maggior parte di aziende fornitrici di servizi, e in minor parte fornitrici di apparecchiature elettroniche ed elettriche.
Primissima importanza ha per Verona il complesso sistema di servizi logistici, di trasporto e di organizzazione dei trasporti in generale. In particolare questo distretto logistico si è sviluppato grazie al posizionamento all'interno del Quadrante Europa di operatori ferroviari privati e ai progetti di riorganizzazione da parte delle Ferrovie dello Stato, riconoscendo l'importanza dell'Interporto di Verona nel segmento del trasporto ferroviario e intermodale terrestre. Il sistema logistico veronese trova il soggetto di riferimento nello storico Consorzio ZAI. L'interporto veronese è il più importante d'Italia, primato derivato da più aspetti: l'avere il maggior numero di addetti, essere al centro di tutte le principali infrastrutture di trasporto, offrire numerosi servizi, il possedere la dogana, avere all'interno 110 aziende.
Importante distretto espositivo è quello della Fiera di Verona, nata nel 1898, e ormai realtà internazionale. La fiera si tiene presso il complesso Veronafiere, nella zona industriale della città. Il complesso ha una superficie totale di 350.000 m², di cui 122.000 m² divisi tra 12 padiglioni, e ospita oltre 1.100.000 visitatori all'anno, molti provenienti anche dall'estero. Le principali manifestazioni fieristiche, tenute presso Veronafiere sono la Fieragricola, la fiera più antica, presente fin dal 1898, la Fieracavalli, Job&Orienta, dedicata all'orientamento, alla scuola, alla formazione e al lavoro, Marmomac, la più importante fiera internazionale del settore, e Vinitaly, una delle maggiori fiere vinicole mondiali, punto d'incontro degli enologi e degli amanti del vino.

### Turismo
Nel 2009 la provincia è stata visitata da 13.092.390 turisti., mentre nel 2010 il trend è stato al rialzo con 13.576.875 turisti complessivi.
Le zone maggiormente conosciute sono quelle attinenti al lago di Garda, dove si concentra la maggior presenza di turisti, anche grazie ai parchi tematici. Da Peschiera a Malcesine sono noti i paesi e le borgate vicine al Garda. Sono note anche le colline della Valpolicella, il Monte Baldo (San Zeno di Montagna), Borghetto sul Mincio e i suoi caratteristici mulini, Villafranca di Verona e le zone della Lessinia. La zona di Bolca è famosa per i suoi ritrovamenti archeologici e per i suoi fossili.
Famosa per la sua Fiera del Riso è anche Isola della Scala.

## Infrastrutture e trasporti

### Strade

#### Strade statali
- Strada statale 12 dell'Abetone e del Brennero
- Strada statale 434 Transpolesana

#### Strade regionali
- Strada regionale 10, ex strada statale 10 Padana Inferiore
- Strada regionale 11, ex strada statale 11 Padana Superiore
- Strada regionale 38, Porcilana
- Strada regionale 62, ex strada statale 62 della Cisa
- Strada regionale 249, ex strada statale 249 Gardesana Orientale
- Strada regionale 450, ex strada statale 450 di Affi

### Ferrovie
Linee ferroviarie in esercizio:
- Ferrovia Milano-Venezia
- Ferrovia del Brennero
- Ferrovia Bologna-Verona
- Ferrovia Verona-Rovigo
- Ferrovia Mantova-Monselice
- Ferrovia Verona-Mantova-Modena

Linee ferroviarie in progettazione:
- Ferrovia ad alta velocità Milano-Verona
- Ferrovia ad alta velocità Verona-Venezia

Linee ferroviarie dismesse:
- Ferrovia Verona-Caprino-Garda
- Ferrovia Mantova-Peschiera
- Ferrovia Treviso-Ostiglia

### Aeroporti
In provincia si trova anche l'aeroporto internazionale di Verona-Villafranca, situato tra i comuni di Villafranca di Verona e di Sommacampagna a circa 12 km da Verona, da cui partono voli nazionali e internazionali.
Inoltre sono presenti due aeroporti minori a Boscomantico e a Legnago utilizzati per voli turistici e per manifestazioni aeree.

### Navigazione
Sul lago di Garda è attivo un sistema di trasporti lacustre che si avvale di traghetti, aliscafi e catamarani.

## Amministrazione
La sede dell'ente Provincia è situata in Piazza dei Signori a Verona, presso la Loggia del Consiglio.

## Sport
Nella città di Verona ha sede il Hellas Verona, che nella stagione 2025-26 milita in Serie A. Disputa le partite casalinghe nello Stadio Marcantonio Bentegodi di Verona. L'Hellas è la squadra di calcio più tifata nella provincia di Verona. È presente nella serie B della Pallanuoto con la Fondazione Bentegodi. Oltre al Calcio e alla Pallanuoto, ci sono anche altri sport come il nuoto, la corsa equestre e tanti altri ancora come il basket e la pallavolo.
Nell'atletica leggera la provincia di Verona ha dato i natali ad atleti olimpionici, medaglie d'oro e record olimpici Adolfo Consolini e Sara Simeoni.